# St. Katharina (Scheuern)

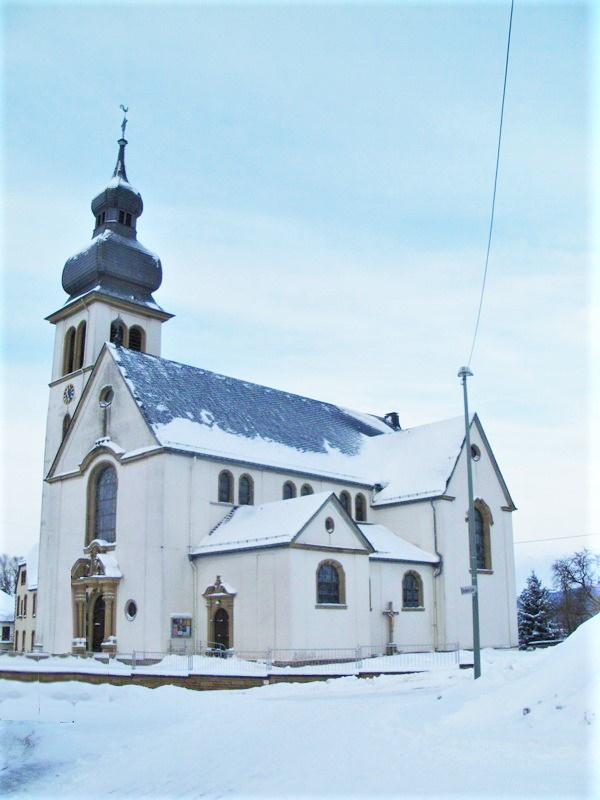
Außenansicht der Kirche

Die römisch-katholische Kirche St. Katharina ist die neobarocke Dorfkirche von Scheuern im Saarland. Sie gehört heute zum Dekanat St. Wendel und zum Bistum Trier.

## Geschichte

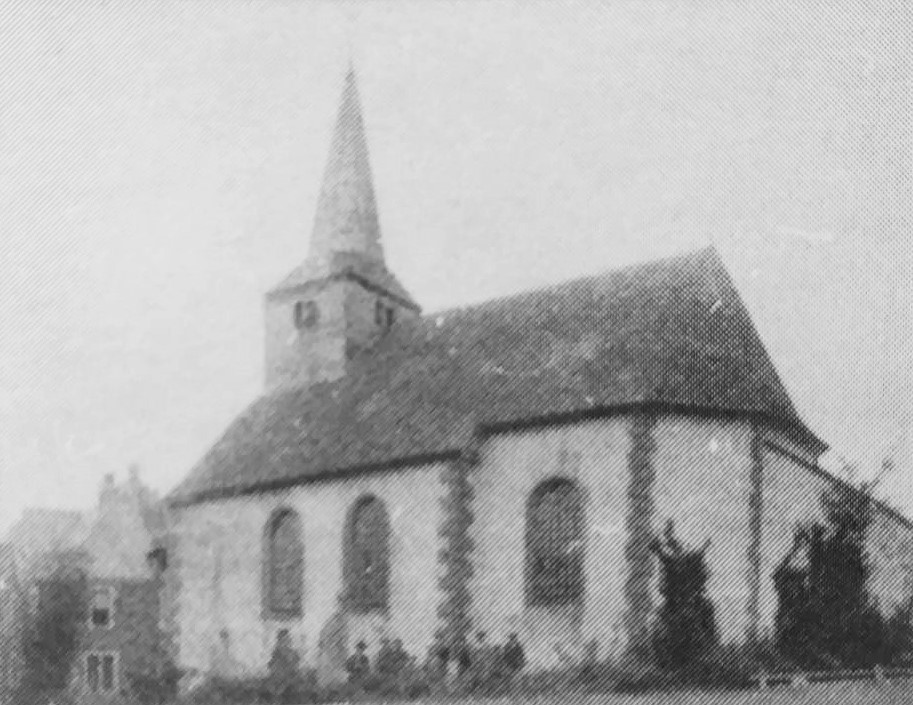
Alte Pfarrkirche (erbaut 1729)

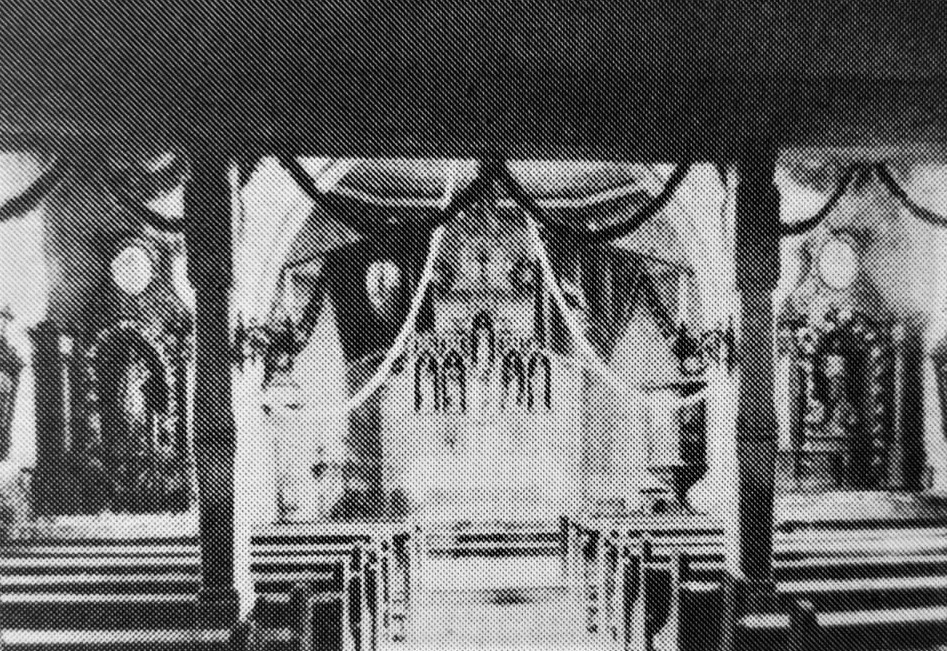
Innenansicht der alten Pfarrkirche

Es existieren Dokumente, in denen Scheuern schon im 14. und 15. Jahrhundert als Pfarrort genannt wird. Im Gegensatz zu den Nachbarorten Lindscheid und Niederhofen gehörte die Pfarrei Scheuern nie zum Herzog von Lothringen, sondern war bis 1500 nur der Abtei St. Mauritius Tholey zum Zahlen verpflichtet.
Anfang des 17. Jahrhunderts übernahmen die Mönche der Abtei Tholey den Gottesdienst in Scheuern. 1729 entstand unter Abt Casparius ein einfacher Barockbau als Kirche. Ab 1739 gehörte Scheuern zum Dekanat Wadrill und zum Bistum Trier. 1784 kamen die Orte Niederhofen und Lindscheid von der Pfarrei Thalexweiler zu Scheuern dazu.
Um 1900 musste das alte Pfarrhaus mit Stall und Scheune abgerissen und durch ein neues ersetzt werden. 1910 kam in der Kirchengemeinde der Wunsch auf, eine neue Kirche zu bauen. Pfarrer Johannes Tressel schrieb 1911 einen Brief an das Bischöfliche Generalvikariat in Trier, in dem er sich über den baulichen Zustand des Gotteshauses beklagte und auch die räumliche Beschränkung aufgrund der gewachsenen Mitgliederzahl der Gemeinde (ca. 1150 Mitglieder im Jahr 1902) erwähnte. Schon im Jahr zuvor hatte er den Mainzer Dombaumeister Ludwig Becker mit der Planung für eine neue Kirche beauftragt. Becker und sein Kollege Anton Falkowski planten eine aufwändige neobarocke Kirche. Doch der Plan wurde vom Generalvikar abgelehnt, da er zu aufwändig sei und dem „Gepräge einer Dorfkirche“ nicht entspreche.
In den Jahren 1912 bis 1916 entstand der neue Kirchenbau. Aus der alten Kirche wurden Seitenaltäre, Kreuzwegstationen, das Taufbecken und die Statuen der Heiligen Mauritius, Wendelinus und Barbara übernommen. Nachdem man die Glocken im Ersten Weltkrieg zur Herstellung von Kriegsmaterial opfern musste, erhielt der Turm im Oktober 1922 ein neues Geläut mit drei Glocken. 1942 wurden diese erneut konfisziert. 1935 ergänzte man während einer Restaurierung die Ausstattung und malte das Gebäude neu aus.
Den Zweiten Weltkrieg überstand das Gotteshaus weitgehend unbeschadet. Erst im April 1945 geriet das Gebäude unter Artilleriebeschuss der US-Amerikaner, dabei schlugen zwei Granaten ein. Dabei wurde das Gewölbe auf der Westseite zerstört, das Dach war über dem Altarraum eingestürzt und der Turm der Kirche beschädigt. Nach einer Sanierung des Daches wurde 1957 der Innenraum saniert, dabei wich man stark von der Originalbemalung ab und übermalte teilweise auch die reichen Goldflächen. Außerdem wurden die prunkvollen Leuchten durch einfache Ballonleuchten ersetzt. Als der Kirchenvorstand 1978 beschloss, den Chorraum nach den Maßgaben des Zweiten Vatikanischen Konzils umzugestalten, wurde auch der Innenraum in alten Prunk wiederhergestellt. Zum Abschluss erhielt die Kirche 1985 ihren heutigen Zelebrationsaltar.

## Architektur

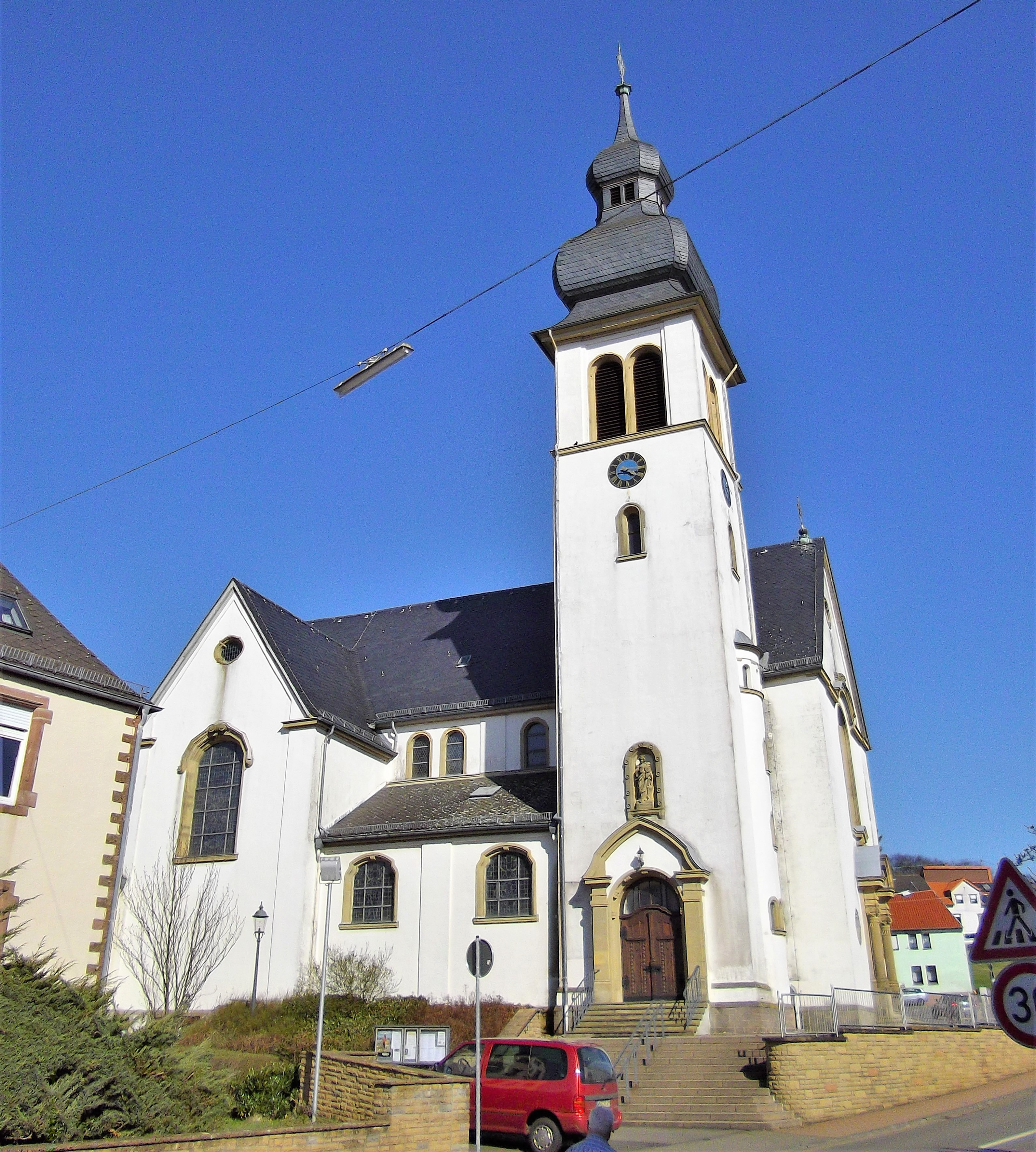
Außenansicht

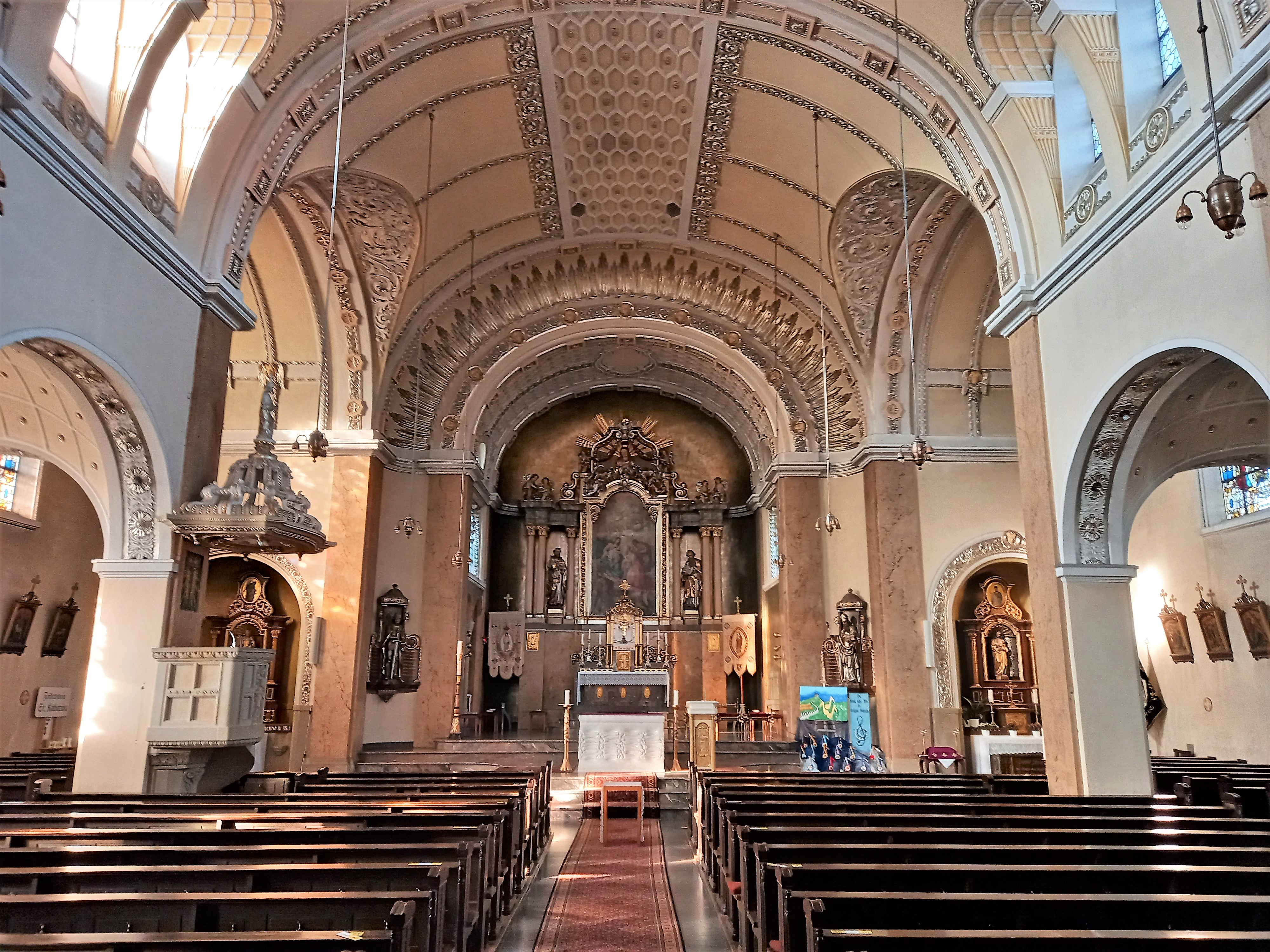
Innenansicht zum Altar

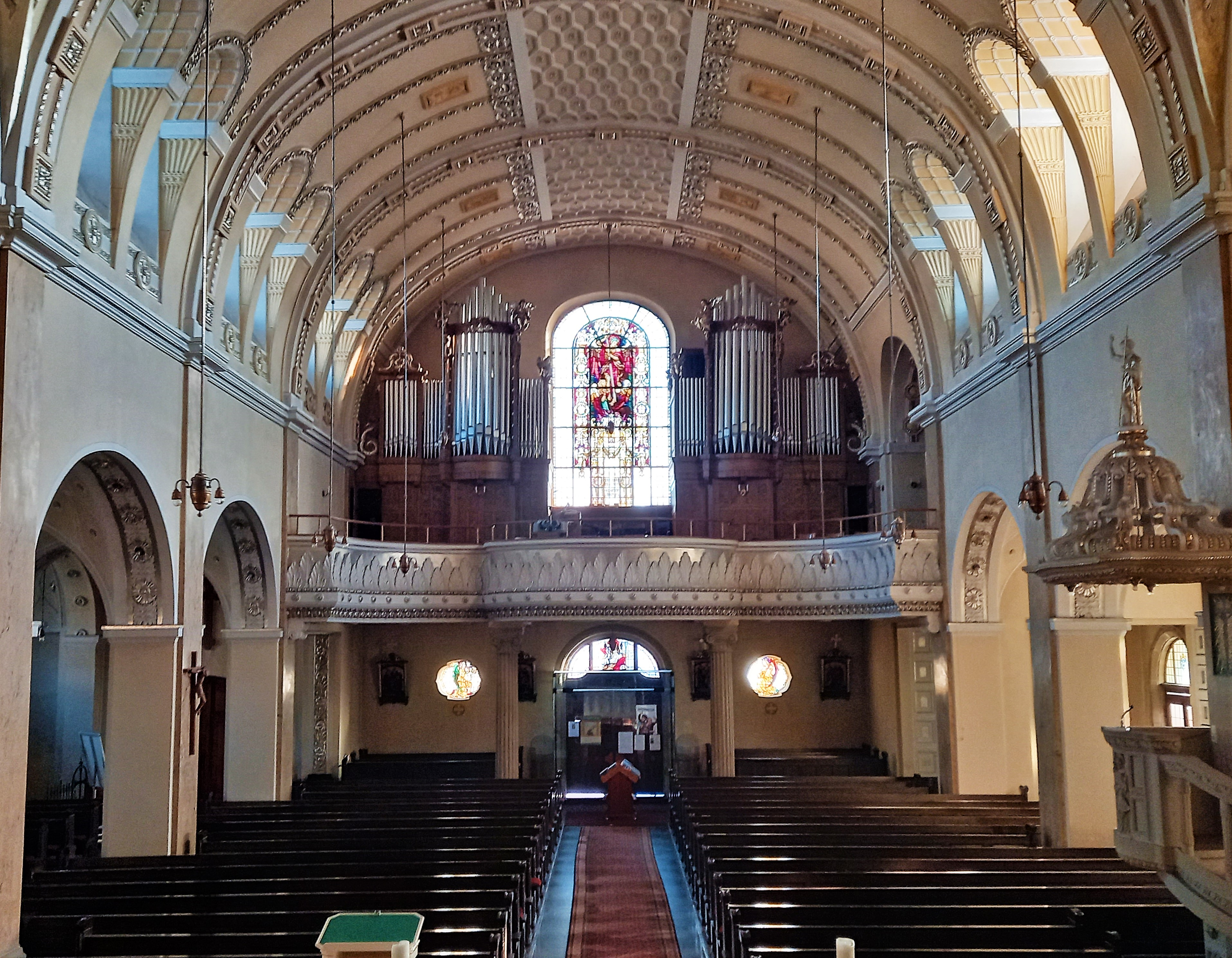
Blick zur Orgelempore

Die Basilika besitzt ein reich verziertes Tonnengewölbe im Mittelschiff und dem Querhaus. Der eingezogene Chor mit halbrundem Abschluss wurde golden ausgemalt. Die Orgel thront auf einer geschwungenen Empore mit runder Ausbuchtung. Dem Langhaus zur Seite gestellt wurde ein 46 m hoher Turm über quadratischem Grundriss, der sich seitlich neben dem Hauptportal auf der Westseite des Gebäudes befindet. Das Hauptportal aus gelbem Sandstein auf der südlichen Giebelseite wurde aufwendig im Barockstil gestaltet. Die Fenster sind mit einer Sandsteinlaibung und einer aufwändigen Verdachung verziert.

## Ausstattung
Im Zentrum des Chores steht der marmorne Hochaltar im Neobarockstil. Das große Altarbild zeigt die Kirchenpatronin Katharina von Alexandrien in einer visionären Begegnung mit dem Jesuskind. Es stammt von dem Münchener Kunstmaler Franz Michael Ronge. Links und rechts davon stehen zwischen Säulen die Holzstatuen von Petrus und Paulus. Bekrönt wird der Altaraufbau mit einer von Engeln flankierten Gottesmutter, über der der Heilige Geist in Form einer Taube schwebt.
Die beiden barocken Seitenaltäre stammen noch aus der Vorgängerkirche aus dem Jahr 1729. Auf der einen Seite ist die Gottesmutter Maria zu sehen, auf der anderen der hl. Josef. In seinem Altar befindet sich eine Bronzeplatte mit dem Heiligen Grab, in das bei der Karfreitagsprozession der Leichnam Christi am Kreuz gelegt wird.
Der aufwendig gestaltete Schalldeckel der Kanzel wird auf seiner Spitze von einer Figur des hl. Johannes des Täufers bekrönt. Unter der Kanzel ist der Grundstein verlegt.
Die bunten Glasfenster zeigen vor allem Heilige wie Wendelin, Aloisius von Gonzaga, die hl. Anna und den hl. Nepomuk. Über dem Hauptportal zeigt eine Szene den Guten Hirten. Die beiden Glasfenster in den Giebeln des Querschiffes thematisieren Kindheit und Jugend.

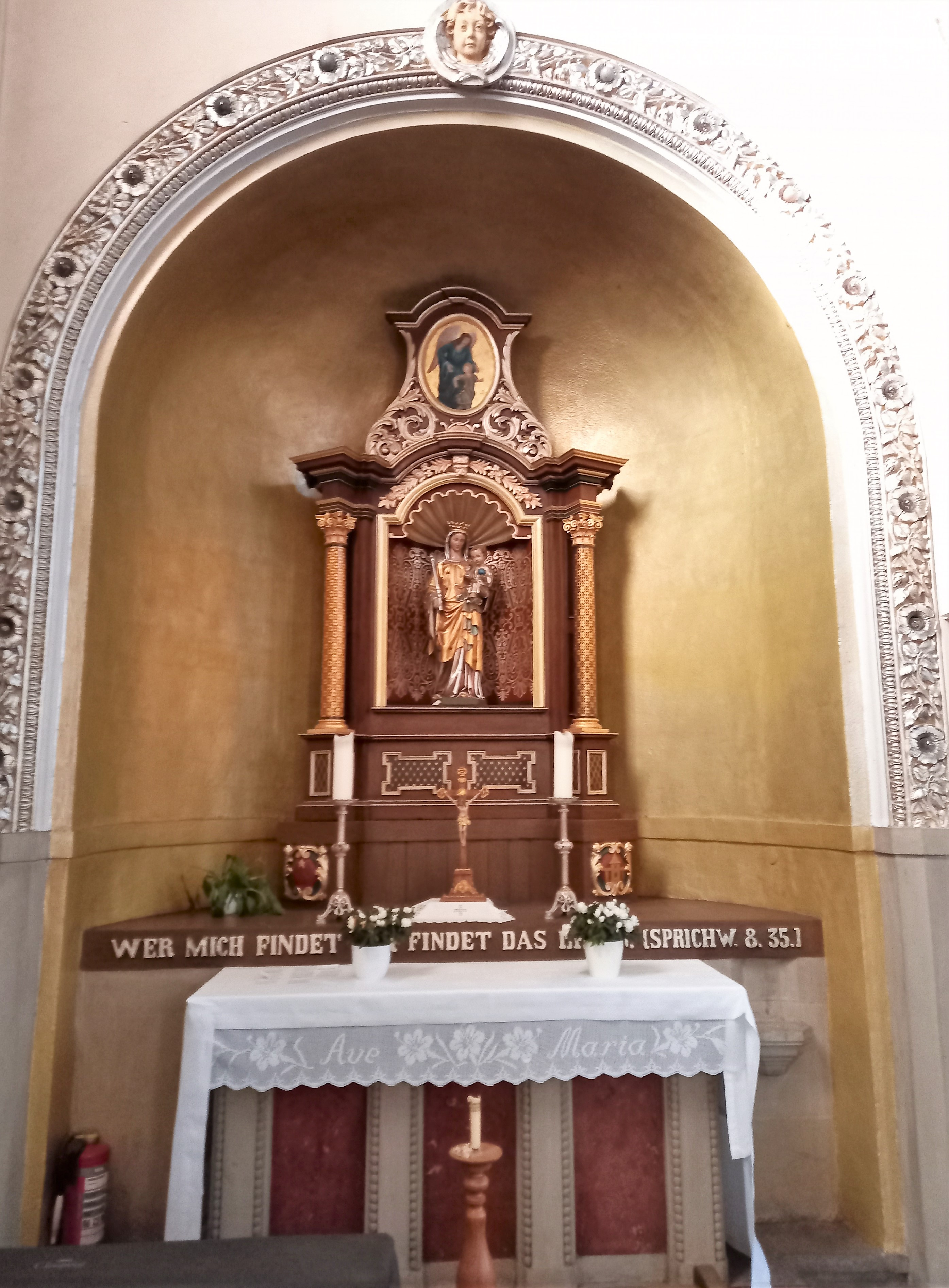
Seitenaltar links
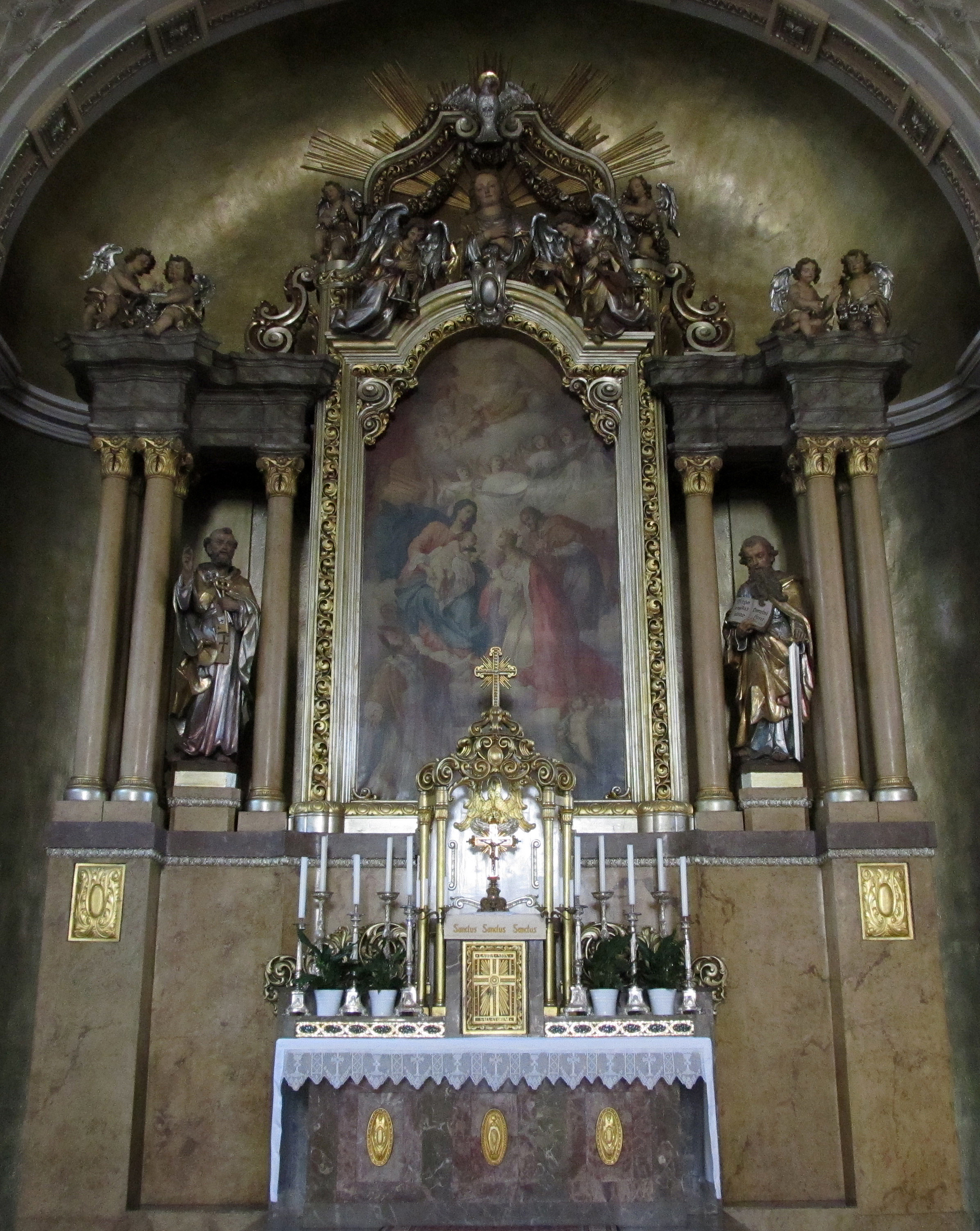
Hochaltar
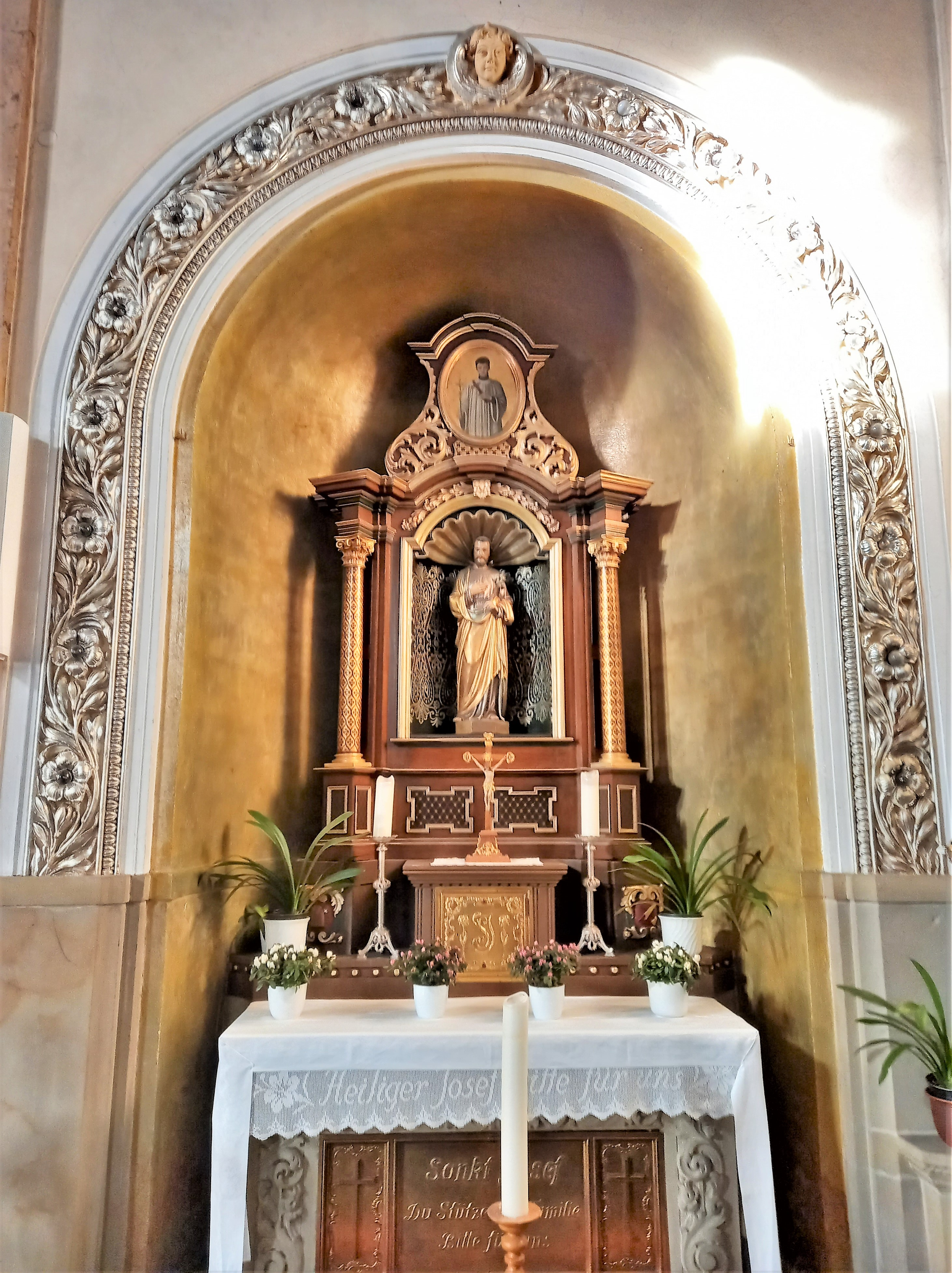
Seitenaltar rechts
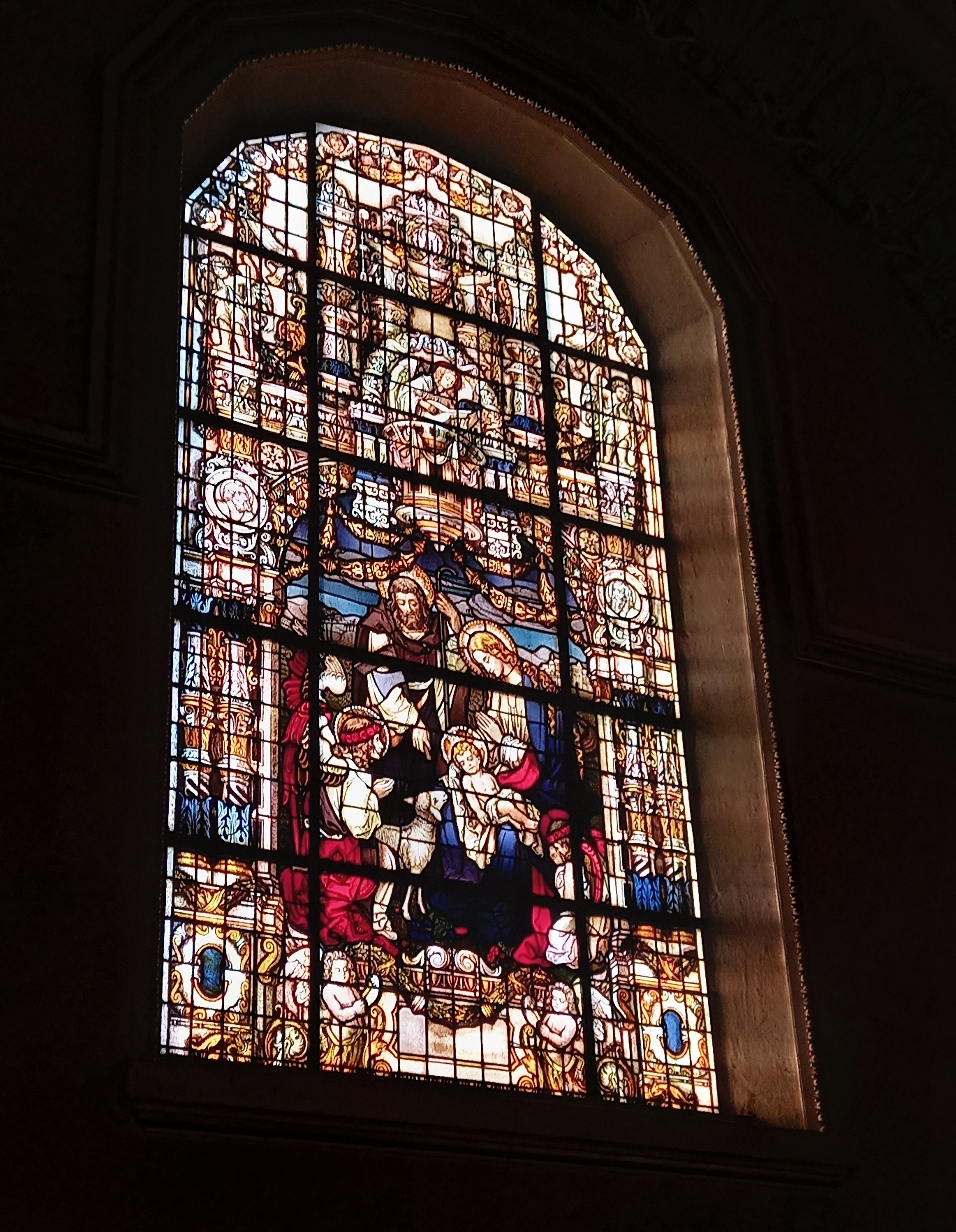
Fenster im Querhaus links
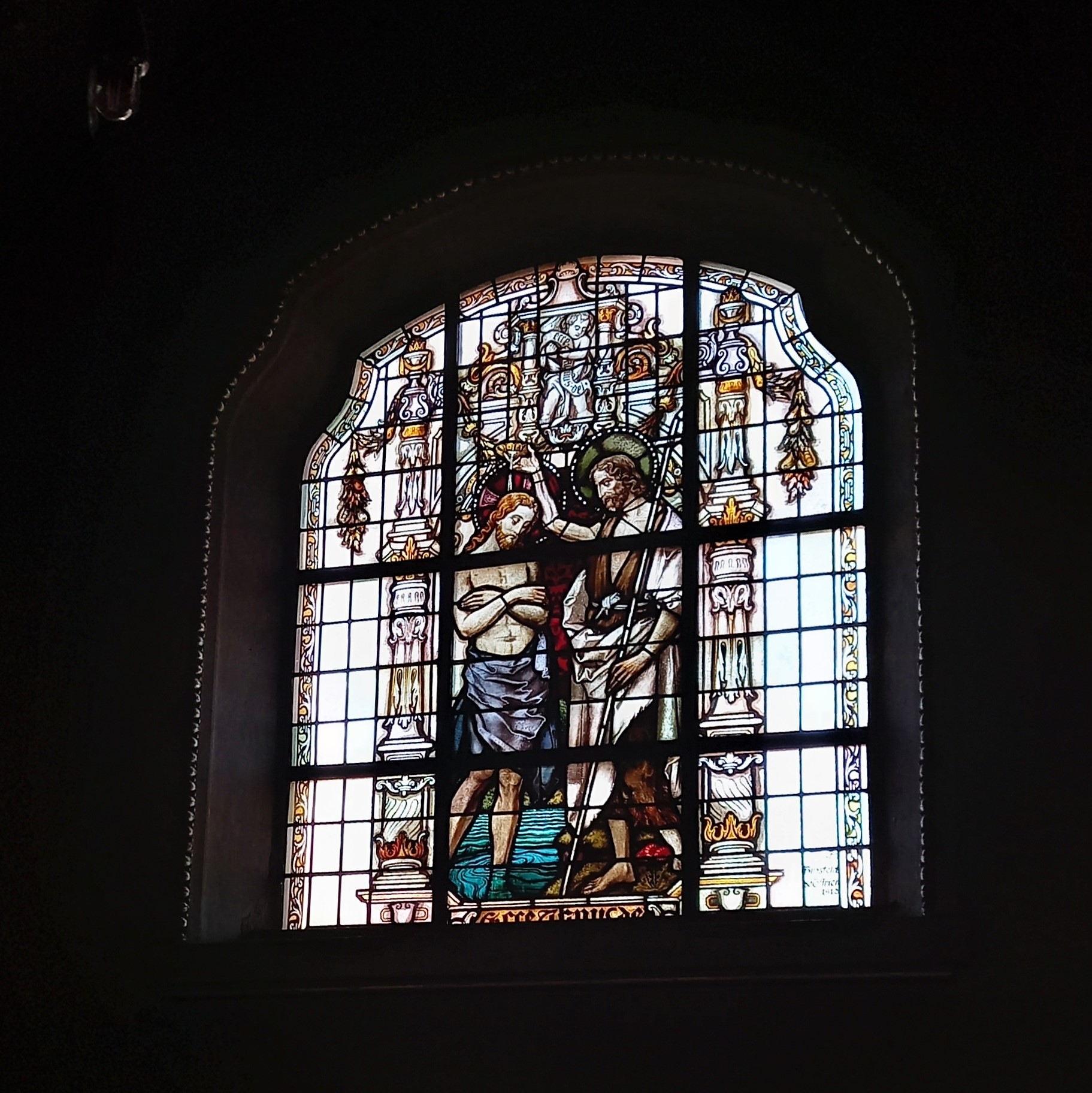
Fenster in der Taufkapelle
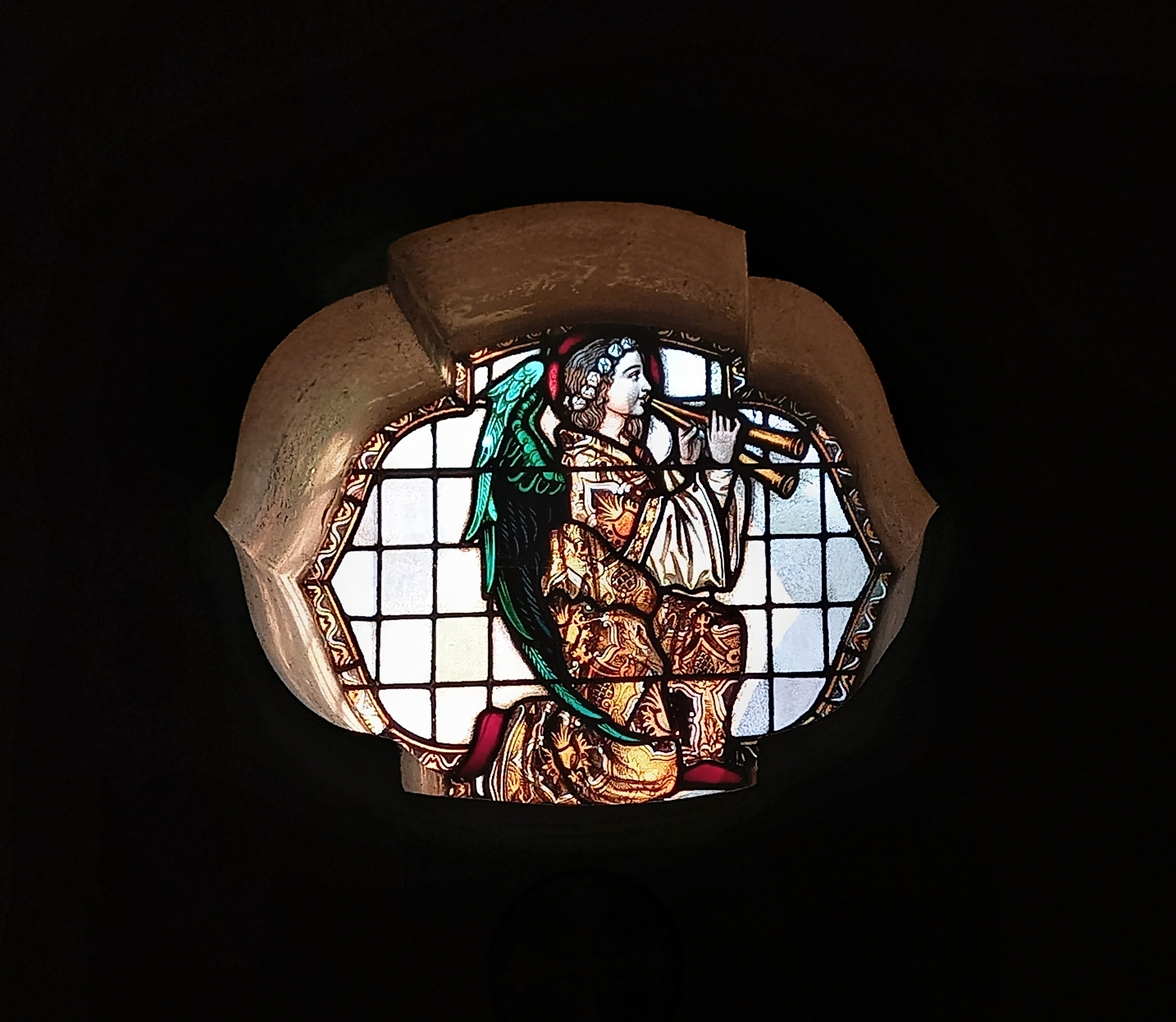
Fenster im Eingangsbereich

## Orgel

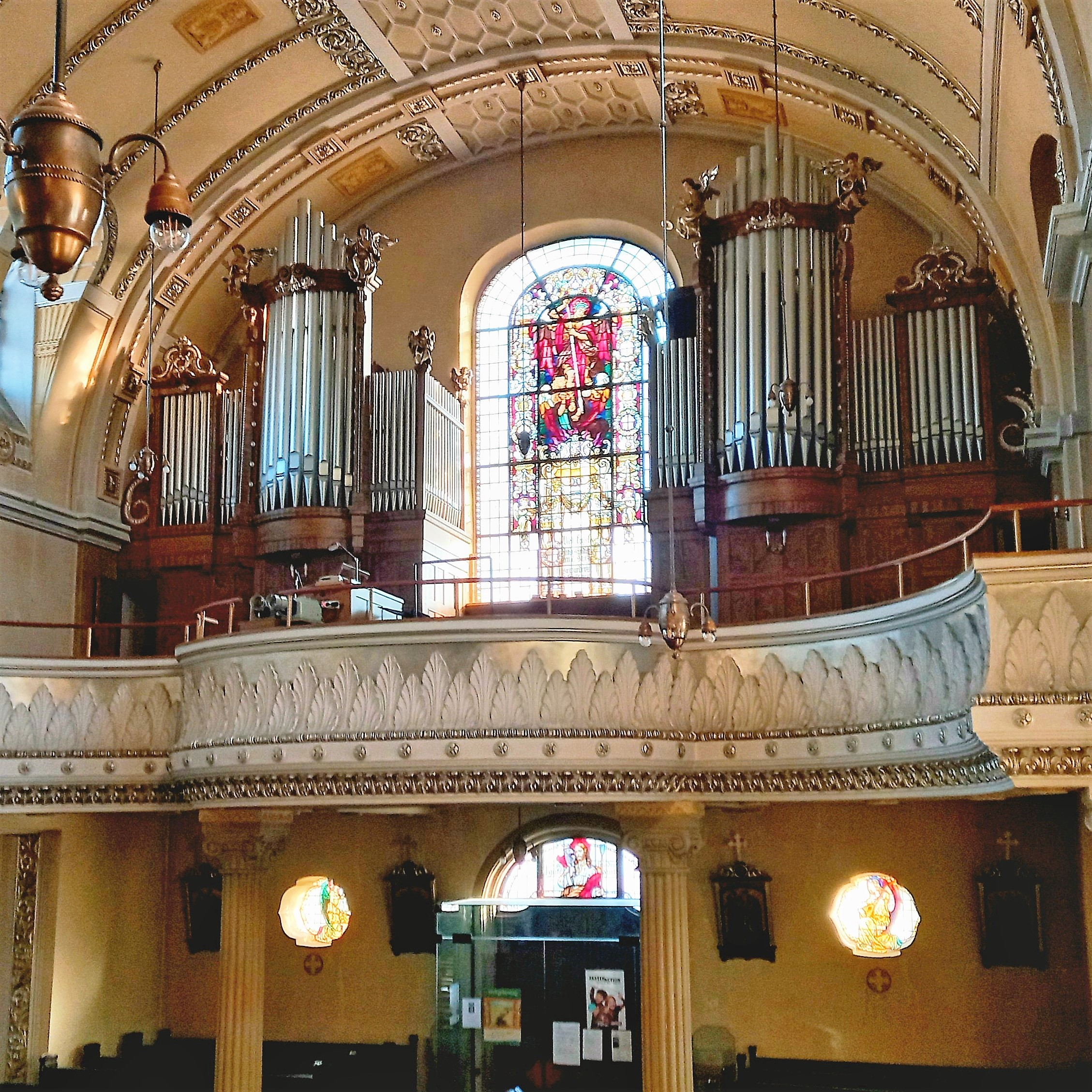
Orgel

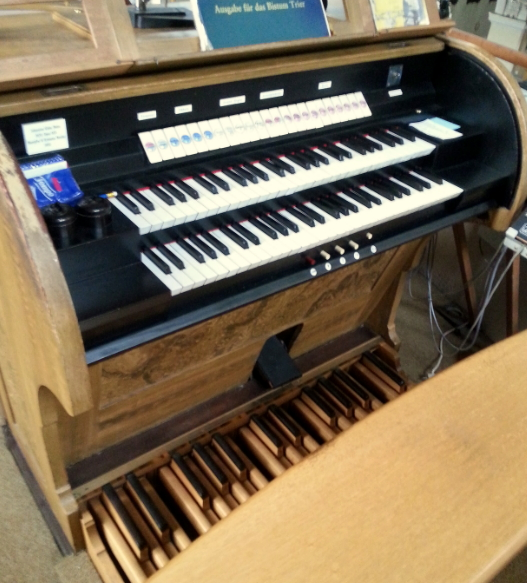
Spieltisch

1920 erbaute die Bonner Firma Johannes Klais eine Orgel mit vier Registern. Das Instrument war nur ein Teilausbau und sollte später auf sechzehn Register erweitert werden, wurde aber nie weitergebaut. 1955 wurde die bisherige Orgel durch die Firma Haerpfer & Erman/Boulay (Lorraine) nach eigener Disposition ausgebaut und erweitert. Heute besitzt die romantische Haerpfer-Orgel 17 Register, verteilt auf zwei Manuale und Pedal. Die Trakturen sind pneumatisch. Das Instrument hat folgende Disposition:
| I Hauptwerk C–g3 |                  |    |
| 1.               | Montre           | 8′ |
| 2.               | Flûte Harmonique | 8′ |
| 3.               | Salicional       | 8′ |
| 4.               | Prestant         | 4′ |
| 5.               | Mixtur III       |    |

| II Schwellwerk C–g3 |                  |       |
| 6.                  | Geigenprincipal  | 8′    |
| 7.                  | Dulciana         | 8′    |
| 8.                  | Lieblich Gedeckt | 8′    |
| 9.                  | Principal        | 4′    |
| 10.                 | Rohrflöte        | 4′    |
| 11.                 | Nasat            | 2 ⁄3′ |
| 12.                 | Oktave           | 2′    |
| 13.                 | Zymbel III       |       |
| 14.                 | Trompete         | 8′    |

| Pedal C–d1 |            |     |
| 15.        | Subbass    | 16′ |
| 16.        | Oktavbass  | 8′  |
|            | Bassflöte  | 8′  |
| 17.        | Choralbass | 4′  |

- Koppeln:
  - Normalkoppeln: II/I, I/P, II/P
  - Suboktavkoppeln: II/I
  - Superoktavkoppeln: II/I
- Spielhilfen: Piano, Forte, Tutti, Zungen ab

Anmerkung:
1. ↑  Transmission aus Nr. 2

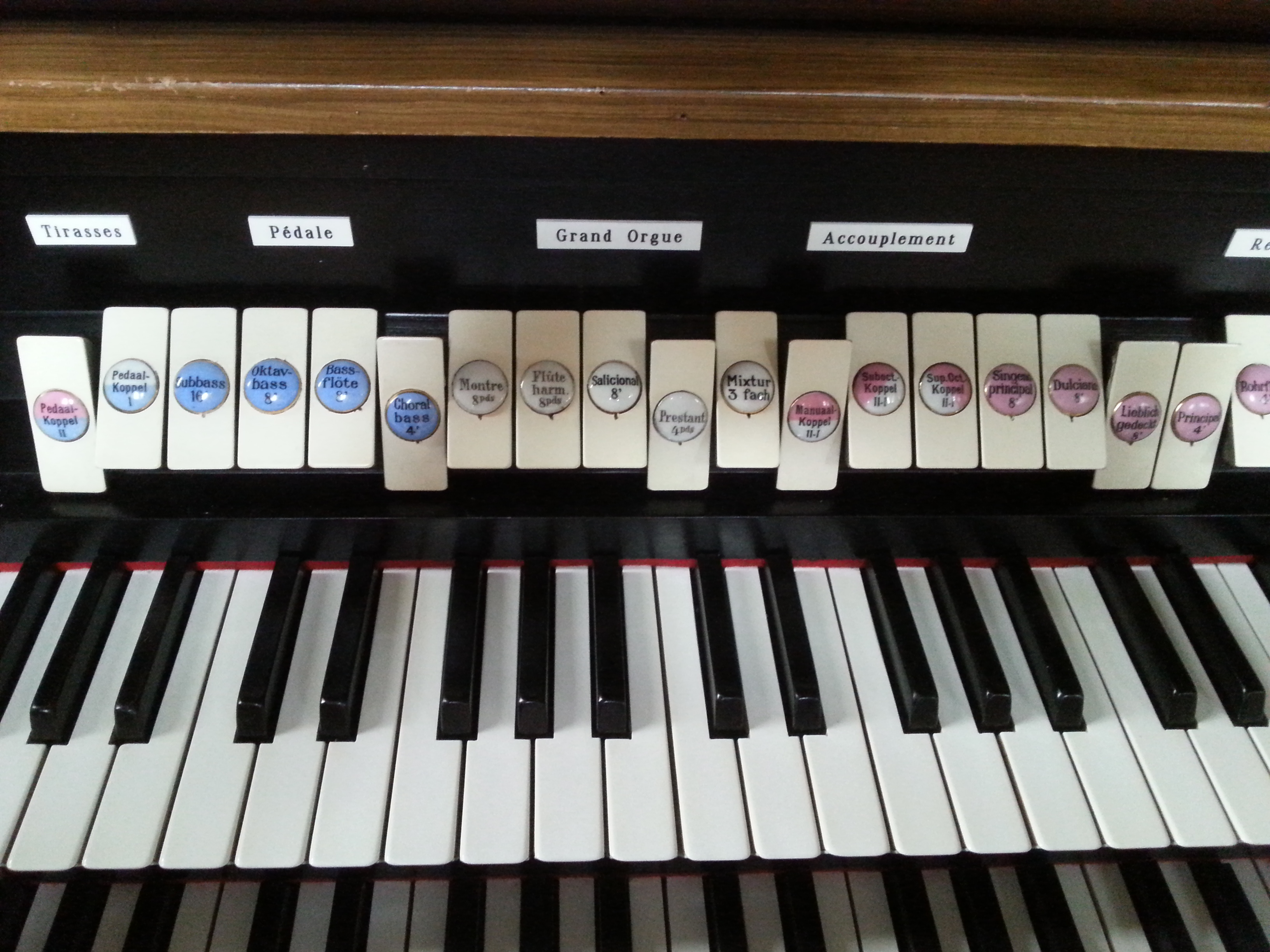
Registerwippen